# Wadham College
Il Wadham College è uno dei collegi costituenti l'Università di Oxford. Fu fondato nel 1610 da una coppia di ricchi proprietari terrieri del Somerset, Dorothy e Nicholas Wadham, da cui il collegio prende il nome. Fu anche il primo collegio originariamente solo maschile ad ammettere anche le donne, a partire dal 1974. Originariamente il collegio consisteva in una grande corte, il front quad, costruito fra il 1610 ed il 1613 in stile medioevale, a cui si sono aggiunti con il tempo altre corti più piccole nonché diversi giardini.